# Voice (banda)
Voice foi uma banda-duo que representou Chipre no Festival Eurovisão da Canção 2000, com a canção "Nomiza", que terminou em 21.º lugar (entre 24 participantes), tendo recebido um total de 8 pontos. Era constituída por Christina Argyri e Alexandros Panayi. 

## Discografia

### Singles
- Nomiza (2000)